# یواس‌اس اول (ای‌ام-۲)
یواس‌اس اول (ای‌ام-۲) (به انگلیسی: USS Owl (AM-2)) یک کشتی بود که طول آن ۱۸۷ فوت ۱۰ اینچ (۵۷٫۲۵ متر) بود. این کشتی در سال ۱۹۱۸ ساخته شد.